# تشباف (محافظة بولندا الكبرى)
تشباف، محافظة بولندا الكبرى (بالإنجليزية: Trzebaw, Greater Poland Voivodeship)‏ هي منطقة سكنية تقع في بولندا في Gmina Stęszew. يقدر عدد سكانها بـ 612 نسمة .